# Romaine par moins 30
Pour plus de détails, voir Fiche technique et Distribution.
Romaine par moins 30 est un film québéco-français réalisé par Agnès Obadia sorti en 2009.

## Synopsis
Persuadée que l'avion qui les emmène à Montréal va s'écraser, Romaine confie à son compagnon Justin toutes les rancœurs qu'elle a accumulées en trois ans de vie commune. L'atterrissage se déroule sans encombre et Justin, qui avait prévu une escapade romantique, abandonne Romaine seule au Québec. Après une soirée pleine de surprises, elle se retrouve mariée à un inconnu.

## Fiche technique
- Titre : Romaine par moins 30
- Réalisation : Agnès Obadia
- Scénario : Laurent Bénégui, Agnès Obadia, Lydia Decobert, Louis Bélanger
- Montage : Antoine Vareille
- Musique : Moriarty
- Producteur : Nicolas Blanc
- Pays :  France,  Canada
- Dates de sortie : 
  -  21 janvier 2009 (festival de l'Alpe d'Huez)
  -  29 avril 2009 : sortie en salles
  -  13 mai 2009
  -  12 février 2010

## Distribution
- Sandrine Kiberlain : Romaine Blot, une fille paumée, dans la trentaine, qui n'aime ni les surprises ni les avions, ni le froid.
- Pascal Elbé : Justin, son compagnon, qui l'emmène dans le grand nord canadien
- Elina Löwensohn : Antonia, une hôtesse de l'air qui a peur de... l'avion!
- Pierre-Luc Brillant : Étienne, un chauffeur de taxi célibataire qui épouse Romaine après l'avoir piégée
- Maxim Roy : Sonia, l'une des colocataires de Romaine
- Louis Morissette : Martin, l'un des colocataires de Romaine, qui devient un temps son amant
- Gilles Pelletier : Grand-papa, le grand-père d'Etienne, qui a déjà un pied dans la tombe
- Françoise Graton : Grand-maman, la grand-mère d'Etienne
- Chang Tseng : le docteur Tran, un acupuncteur qui réveille la libido de Romaine
- Gaston Caron : le juge de paix, qui marie Etienne et Romaine
- Pierre-André Côté : Jacques
- Marika Lhoumeau : l'agente de la SO
- Marie-Josée Forget : la conductrice du bus
- Emanuel Hoss-Desmarais : le chef de cabine
- Marie-Julie Dallaire : la guichetière Canada Airlines
- Aubert Pallascio : Blabla
- Christine Beaulieu : Sophie

## Autour du film
Le personnage interprété par Sandrine Kiberlain était déjà l'héroïne de trois courts métrages d'Agnès Obadia, réunis dans le film Romaine en 1996, où la réalisatrice jouait alors elle-même le rôle.